# Scetate oj bella
Scetate oj bella è una canzone in lingua napoletana composta da Michele Salvatore Ciociano e pubblicata nel 1913 da Raffaele Izzo. Il testo fu scritto da Giuseppe Capaldo, già autore della popolarissima Comme facette mammeta.
Il brano ricalca le classiche serenate da balcone dove lo spasimante chiede all'amata di affacciarsi per ascoltare la sua dichiarazione d'amore. Meno comune rispetto ai canoni dell'epoca, per il riferimento alla mattinata primaverile rispetto alle consuete serenate notturne. 
Come molte delle composizioni del maestro Ciociano, venne interpretata da cantanti professionalmente più vicini  alla lirica come Peppino Godono ed entrò anche nel repertorio della celebre chanteuse Elvira Donnarumma. La versione più delicata e commovente rimane comunque quella cantata e incisa da Pasquariello per la storica etichetta Phonotype. 